# Seymour (Comtat d'Eau Claire)
Seymour és una població del Comtat d'Eau Claire (Wisconsin) als Estats Units d'Amèrica. Segons el cens dels Estats Units del 2000 tenia 2.978 habitants.

## Demografia
Segons el cens del 2000, Seymour tenia 2.978 habitants, 1.108 habitatges, i 863 famílies. La densitat de població era de 36,9 habitants per km².
Dels 1.108 habitatges en un 35,2% hi vivien nens de menys de 18 anys, en un 69% hi vivien parelles casades, en un 5% dones solteres, i en un 22,1% no eren unitats familiars. En el 16,1% dels habitatges hi vivien persones soles el 5,7% de les quals corresponia a persones de 65 anys o més que vivien soles. El nombre mitjà de persones vivint en cada habitatge era de 2,69 i el nombre mitjà de persones que vivien en cada família era de 3,02.
Per edats la població es repartia de la següent manera: un 26,1% tenia menys de 18 anys, un 5,6% entre 18 i 24, un 29,9% entre 25 i 44, un 28% de 45 a 60 i un 10,5% 65 anys o més.
L'edat mediana era de 39 anys. Per cada 100 dones de 18 o més anys hi havia 105,5 homes.
La renda mediana per habitatge era de 48.365 $ i la renda mediana per família de 50.969 $. Els homes tenien una renda mediana de 37.963 $ mentre que les dones 27.958 $. La renda per capita de la població era de 20.263 $. Aproximadament l'1,6% de les famílies i el 3,7% de la població estaven per davall del llindar de pobresa.